# Premio Alandar de Narrativa Juvenil
Los Premios Alandar de Narrativa Juvenil es un premio literario español de novela convocado por la Editorial Luis Vives (Edelvives). Es uno de los más prestigiosos de España en el campo de la Literatura juvenil. La primera convocatoria fue en 2001 y se convoca anualmente.

## Ganadores
- 2001: Tina Blanco por Y montaré caballos salvajes
- 2002: Andreu Martín por El Diablo en el juego de rol
- 2003: Ricardo Gómez por El cazador de estrellas
- 2004: Vicente Muñoz Puelles por La foto de Portobello
- 2005: Care Santos por El anillo de Irina
- 2006: desierto
- 2007: Lydia Carreras de Sosa por El juramento de los Centenera
- 2008: Elena O'Callaghan i Duch por A lo lejos, Menkaura
- 2009: Eliacer Cansino por OK, señor Foster
- 2010: Rosa Huertas por Tuerto, maldito y enamorado
- 2011: David Fernández Sifres por El faro de la mujer ausente
- 2012: Paco Díaz Valladares por Antares
- 2013: Ricardo Gómez Gil por Juegos Inocentes Juegos
- 2014: Elena Alonso Frayle por La edad de la anestesia
- 2015: Heinz Delam por La casa de los sueños olvidados
- 2016: Mónica Rodríguez Suárez por La partitura
- 2017: Daniel Hernández Chambers por Miralejos
- 2018: Manuel Rodríguez Rodríguez por El bloc de las edades
- 2019: Paloma González Rubio por João
- 2020: Antonio J. Ruiz Minuera por La Troupe
- 2021: Inés Garland por De la boca de un león
- 2022: José Antonio Francés por Dos más dos (y otros grandes enigmas de mi adolescencia)
- 2023: Manuel López Gallego por Verano en el asteroide